# Pange lingua, WAB 33
Le Pange lingua, WAB 33, est un motet composé par Anton Bruckner en 1868 - une mise en musique de l'hymne Pange lingua pour la célébration de la Fête-Dieu.

## Historique
Bruckner composa le motet le 31 janvier 1868 à la fin de son séjour à Linz. Bruckner avait à l'origine l'intention de l'exécuter en même temps que la Messe en mi mineur pour la dédicace de la chapelle votive, première partie de la Nouvelle Cathédrale de Linz. Bruckner n'entendit l'œuvre que vingt ans plus tard. La première exécution a eu lieu le 18 août 1890 (anniversaire de l'empereur) dans le Stadtpfarrkiche de Steyr. Le manuscrit du motet est archivé à l'Österreichische Nationalbibliothek.
Franz Xaver Witt était le moteur du mouvement cécilien, qui visait à restaurer la musique de l'église catholique "à la pureté et la simplicité du style de Palestrina". En 1885, il demanda à Bruckner de lui fournir une composition à inclure dans Musica sacra (Ratisbonne), le journal du mouvement cécilien. Lors de la publication de la transcription du motet, Witt modifia la partie de l'alto sans l'accord de Bruckner, supprimant ainsi "quelques harmonies les plus audacieuses de l'œuvre".
Dix ans plus tard, en 1895, le motet a été publié sous sa forme d'origine par Johann Gross, Innsbruck. Le motet, que Bruckner appelait son Lieblings-Tantum ergo (Tantum ergo favori), est édité dans le Volume XXI/22 de la Bruckner Gesamtausgabe.

## Musique
L'œuvre de 38 mesures en mi mineur (mode phrygien) est une mise en musique des premier et deux derniers versets (Tantum ergo) du Pange lingua pour chœur mixte a cappella. Un Amen de 3 mesures a été ajouté ultérieurement.
L'œuvre, qui est composée dans le style de l'ancienne musique église, commence à l'unisson et évolue via une quinte vide vers des accords parfaits. Max Auer commente : "Das ganze Stück ist voll mystischer Stimmung und ich möchte es trotz seiner großen Einfachheit zu den besten von Bruckners kirchlichen Chorwerken zählen" (La totalité de l'œuvre est pleine d'atmosphère mystique et je la considère, malgré sa grande simplicité, comme l'une des meilleures compositions chorales d'église de Bruckner).

## Discographie
Le premier enregistrement a eu lieu en 1965 :
- Giulio Bertola, Coro Polifonico Italiano – LP : Angelicum de l'APL 5989

Une sélection parmi les quelque 30 enregistrements de l'œuvre :
- Eugen Jochum, Chor des Bayerischen Rundfunks, Messe Nr. 2 e-Moll, 2 Motetten  – LP : DG 2530 139, 1966
- Joachim Martini, Junge Kantorei, Geistliche Chormusik der Romantik – LP : Schwarzwald MPS 13004, 1970
- George Guest, St. John's College Choir Cambridge, The World of St. John's 1958–1977 – LP : Argo ZRG 760, 1973
- Hans-Christoph Rademann, NDR-Chor de Hambourg, Anton Bruckner: Ave Maria – Carus 83.151, 2000
- Dan-Olof Stenlund, Malmö Kammarkör, Bruckner: Ausgewählte Werke – CD : Malmö Kammarkör MKKCD 051, 2004
- Stephen Layton, Polyphony Choir, Bruckner: Mass in E minor & Motets – CD : Hyperion CDA 67629, 2007
- Marcus Creed, SWR Symphony Orchestra and Stuttgart-Radio Vocal Ensemble, Mass in E minor and Motets – CD : Hänssler Classic SACD 93.199, 2007
- Erwin Ortner, Arnold Schoenberg Chor, Anton Bruckner: Tantum ergo – CD : ASC Edition 3, édité par la chorale, 2008
- Duncan Ferguson, Choeur de la Cathédrale sainte-Marie d'Édimbourg, Bruckner: Motets  – CD : Delphian Records DCD34071, 2010
- Philipp Ahmann, MDR Rundfunkchor Leipzig, Anton Bruckner & Michael Haydn - Motets – SACD : Pentatone PTC 5186 868, 2021

## Sources
- Max Auer, Anton Bruckner als Kirchenmusiker, G. Bosse, Ratisbonne, 1927
- Anton Bruckner – Sämtliche Werke, Band XXI: Kleine Kirchenmusikwerke, Musikwissenschaftlicher Verlag der Internationalen Bruckner-Gesellschaft, Hans Bauernfeind et Leopold Nowak (Éditeurs), Vienne, 1984/2001
- Cornelis van Zwol, Anton Bruckner 1824-1896 – Leven en werken, uitg. Thot, Bussum, Pays-Bas, 2012.  (ISBN 978-90-6868-590-9)
- Crawford Howie, Anton Bruckner – A documentary biography, édition révisée en ligne
- John Williamson (ed.): The Cambridge Companion to Bruckner, Cambridge University Press, 2004,  (ISBN 0-521-00878-6)
- Uwe Harten, Anton Bruckner. Ein Handbuch. Residenz Verlag, Salzbourg, 1996.  (ISBN 3-7017-1030-9)